# Emilio Gutiérrez Caba
Emilio Gutiérrez Caba (ur. 26 września 1942 w Valladolid) – hiszpański aktor filmowy i telewizyjny. Laureat dwóch Nagród Goya dla najlepszego aktora drugoplanowego za role w filmach Kamienica w Madrycie (2000) Álexa de la Iglesii i Otwarte niebo (2001) Miguela Albaladejo. Nominowany do tej nagrody za występ w filmie Wieża Suso (2007) Toma Fernándeza.